# Bosquerola del Roraima
La bosquerola del Roraima (Myiothlypis roraimae) és un ocell de la família dels parúlids (Parulidae).

## Hàbitat i distribució
Habita els sotabosc de la selva pluvial del sud-est de Veneçuela, oest de Guyana i Brasil septentrional.